# Xanthorhoe polimela
Xanthorhoe polimela är en fjärilsart som beskrevs av Druce 1893. Xanthorhoe polimela ingår i släktet Xanthorhoe och familjen mätare. Inga underarter finns listade i Catalogue of Life.